# Quá trình đẳng tích
Quá trình đẳng tích (tên tiếng Anh: Isochoric process) là một quá trình nhiệt động lực học, trong đó, thể tích của hệ kín không biến đổi theo thời gian. Một ví dụ cho quá trình đẳng tích là quá trình nung nóng khí trong bình kín, không đàn hồi. Sự cô lập của khí trong bình tạo nên một hệ kín. Lượng khí này được cung cấp một lượng nhiệt cụ thể, dẫn đến quá trình nhiệt động lực học. Bình không giãn nở giúp duy trì điều kiện thể tích không đổi.

## Quan hệ giữa áp suất và nhiệt độ tuyệt đối của khí lý tưởng trong quá trình đẳng tích
Khí lý tưởng là một loại chất khí tưởng tượng, chứa các hạt giống nhau có kích thước vô cùng nhỏ so với thể tích của khối khí và không tương tác với nhau, chúng chỉ va chạm đàn hồi với tường bao quanh khối khí. 

Xét {\displaystyle n} mol khí lý tưởng ở nhiệt độ {\displaystyle T} và áp suất {\displaystyle p}. Dựa vào phương trình trạng thái khí lý tưởng, ta có:
{\displaystyle pV=nRT\longrightarrow \;{\frac {p}{T}}={\frac {nR}{V}}={\text{const}}}
Vậy, trong quá trình đẳng tích của một lượng khí lý tưởng nhất định, áp suất tỉ lệ thuận với nhiệt độ tuyệt đối.

### Đường đẳng tích
- Đường biểu diễn sự biến thiên áp suất của một lượng khí lý tưởng theo nhiệt độ khi thể tích khí không đổi theo thời gian được gọi là đường đẳng tích. Với các thể tích khác nhau của chất khí, ta có những đường đẳng tích khác nhau.
- Trong hệ trục tọa độ, đường đẳng tích có dạng đường thẳng khi kéo dài sẽ đi qua gốc tọa độ.
- Đường phía trên ứng với thể tích nhỏ hơn.

## Quá trình đẳng tích và Định luật một Nhiệt động lực học
Theo định luật một Nhiệt động lực học: 
{\displaystyle \Delta U=Q-A} (1)
Mặt khác, do thể tích {\displaystyle V} của hệ được giữ không đổi, nên hệ không thực hiện công: 
{\displaystyle A=p\Delta V=0}
Thay vào (1) ta được 
{\displaystyle \Delta U=Q}
Công thức này cho ta thấy, nếu hệ được cung cấp nhiệt lượng (Q dương), nội năng của hệ sẽ tăng lên. Và ngược lại, nếu trong quá trình biến đổi, hệ mất đi nhiệt lượng (Q âm), thì nội năng của hệ bắt buộc phải giảm.

## Quá trình đẳng tích và Nhiệt dung của khí lý tưởng

### Nội năng
Xét {\displaystyle n} mol khí lý tưởng đơn nguyên tử (ví dụ: Heli). Nội năng của {\displaystyle n} mol khí này ở nhiệt độ {\displaystyle T} là 
{\displaystyle U=(nN_{A})K_{tb}=(nN_{A})({\begin{matrix}{\frac {i}{2}}\end{matrix}}kT)}
trong đó:
{\displaystyle K_{tb}}: động năng trung bình của 1 phân tử khí
{\displaystyle N_{A}}: số Avogadro
{\displaystyle k}: hằng số Boltzman
Mặt khác ta lại có {\displaystyle k=R/N_{A}}. Công thức trên được thu gọn lại là
{\displaystyle U={\begin{matrix}{\frac {i}{2}}\end{matrix}}nRT} (2) Với i là bậc tự do của phân tử khí

### Nhiệt dung của khí lý tưởng trong quá trình đẳng tích
- Giả sử lúc này ta cung cấp cho hệ {\displaystyle n} mol khí trên một nhiệt lượng Q. Nhiệt lượng này liên hệ với sự thay đổi nhiệt độ {\displaystyle \Delta T} của chất khí theo công thức

{\displaystyle Q=nC_{V}\Delta T}
Do thể tích không đổi, nên theo Định luật một Nhiệt động lực học ta có
{\displaystyle \Delta U=Q=nC_{V}\Delta T} (3)
Mặt khác, theo (2)
{\displaystyle U={\frac {i}{2}}nRT\rightarrow \;\Delta U={\frac {i}{2}}nR\Delta T}
Vậy {\displaystyle C_{V}={\frac {i}{2}}R}
Vậy, {\displaystyle U=nC_{V}T}.Công thức này còn đúng với cả khí đa nguyên tử (với {\displaystyle C_{V}} tương ứng).
- Dựa vào công thức trên dễ thấy, sự thay đổi nhiệt độ của khối khí sẽ dẫn đến sự thay đổi nội năng của hệ:

{\displaystyle \Delta U=nC_{V}\Delta T}
Công thức này cho chúng ta thấy, độ biến thiên nội năng của khí lý tưởng, ở bất kì quá trình biến đổi trạng thái nào, cũng chỉ phụ thuộc vào sự thay đổi nhiệt độ.